# شناسایی چند کاربره
شناسایی چند کاربره یکی از تکنولوژی‌های دریافت سیگنال‌هایی است که دچار نویز و تداخل شده‌اند.
به‌طور سنتی گیرنده تک کاربره که به عنوان مشکل دور-نزدیک نامیده می‌شود که به خاطر اینکه سیگنال‌های قوی که در نزدیکی منبع هستند سیگنال‌های دور را بلوک می‌کند. مشکل دور-نزدیک در سیستم‌های ارتباطی چند کاربر بدون سیم از نوع CDMA بیشتر اتفاق می‌افتد. تکنیک شناسایی چند کاربر می‌تواند این مشکل را حل کند.